# Lynx (браузер)
Lynx — компьютерная программа, один из первых текстовых браузеров, появившийся в 1992 году.
Не поддерживает JavaScript, сведения о поддержке других функций и тегов HTML содержатся в документации. Первоначально в разработке участвовали Лу Монтулли (Lou Montulli), Майкл Гроуб (Michael Grobe), Чарльз Ризак (Charles Rezac). Может работать в любой ОС, поддерживающей терминал VT100. Сегодня более удобным текстовым браузером считается Links. Чрезвычайно удобен для просмотра веб-страниц слабовидящими людьми. Распространяется по лицензии GNU GPL.
Некоторыми пользователями данный браузер используется для проверки доступности информации, представленной на сайте, для ботов поисковых систем.

## История
Lynx был продуктом группы Distributed Computing Group в составе службы академических вычислений Университета Канзаса. Он был изначально разработан в 1992 году командой студентов и сотрудников университета (Лу Монтулли, Майклом Гроуб и Чарльзом Ризаком) как гипертекстовый браузер, использовавшийся исключительно для распространения информации на территории кампуса в рамках системы информации кампуса (Campus-Wide Information System) и для просмотра пространства Gopher. О доступности бета-версии было объявлено на Usenet 22 июля 1992 года. В марте 1993 года Монтулли добавил в программу интернет-интерфейс и выпустил новую версию (2.0) браузера.
На июль 2007 года поддержка коммуникационных протоколов в Lynx была реализована с использованием версии библиотеки libwww, отделенной от основной кодовой базы библиотеки в 1996 году. Поддерживаемые протоколы включают Gopher, HTTP, HTTPS, FTP, NNTP и WAIS. Поддержка NNTP была добавлена в libwww в процессе разработки Lynx в 1994 году. Поддержка HTTPS была добавлена в форк libwww для Lynx позднее, изначально в виде патчей из-за опасений по поводу шифрования.
Гарретт Блайт создал DosLynx в апреле 1994 года, а позже присоединился к разработке Lynx. Фотеос Макридес адаптировал большую часть Lynx для операционной системы VMS и некоторое время поддерживал её. В 1995 году Lynx был выпущен под лицензией GNU General Public License и сейчас поддерживается группой волонтеров под руководством Томаса Дики.

## Список поддерживаемых операционных систем
- Linux, Minix, GNU/Hurd
- NetBSD, FreeBSD, OpenBSD, DragonFlyBSD
- HP-UX, Sun Solaris, IBM AIX, SCO OpenServer, SCO UnixWare и другие
- Windows и OS/2, а также DOS
- VMS
- BeOS, ZetaOS

## Список поддерживаемых протоколов
- Gopher
- HTTP
- FTP
- WAIS
- NNTP